# 大沼正則
大沼 正則（おおぬま まさのり、1925年12月15日 - 2001年7月16日）は、日本の科学史家、東京経済大学名誉教授。化学史を研究。マルクス主義の立場から反科学・反技術主義を批判した。

## 略歴
東京府出身。東京工業大学卒業。東京経済大学助教授、1966年教授。1997年定年退任、名誉教授。

## 著書
- 『日本のマルクス主義科学論』（大月書店） 1974年
- 『科学の歴史』（青木書店、青木教養選書） 1978年9月
- 『科学史を考える』（大月書店、科学全書） 1986年12月
- 『人間の歴史を考える12 技術と労働』（岩波書店、岩波市民大学） 1995年2月

## 共編著
- 『医学の発展』（道家達将共著、筑摩書房、やさしい科学の歴史） 1957年
- 『道を開いた人びと 世界発明発見ものがたり』（道家達将, 板倉聖宣共著、筑摩書房、新中学生全集） 1962年
- 『化学の考え方』（鎌谷親善共著、田中実編、学生社） 1963年
- 『化学 酸素ガスからナイロンまで』（国土社、発明発見物語全集7） 1964年
- 『物質 鉄からプラスチックまで』（国土社、発明発見物語全集8） 1964年
- 『戦後日本科学者運動史』（藤井陽一郎, 加藤邦興共著。、青木書店、青木現代叢書） 1975年
- 『元素の事典 先端技術の基礎を知る』（三省堂） 1985年8月

## 翻訳
- 『懐疑的な化学者』（ボイル、河出書房新社、世界大思想全集） 1963年
- 『物理の歴史』（チャールス・A・ライヘン、道家達将共訳、恒文社、図説=科学の歴史6） 1966年
- 『医学の歴史』（ジャン・スタロビンスキー、道家達将共訳、恒文社、図説=科学の歴史8） 1966年
- 『元素発見の歴史』1 - 3 （ウィークス, レスター、監訳、朝倉書店） 1988年 - 1990年
- 『錬金術の歴史 近代化学の起源』（E・J・ホームヤード、監訳、朝倉書店、科学史ライブラリー） 1996年6月
- 『ギリシア数学史』（T・L・ヒース、平田寛, 菊池俊彦共訳、共立出版） 1998年
- 『古代の技術史 下』（フォーブス、平田寛, 道家達将, 栗原一郎, 矢島文夫共監訳、朝倉書店） 2008年 - 2011年

## 参考
- 大沼正則教授年譜並びに主要著作 (大沼正則教授退任記念号) 「東京経済大学人文自然科学論集」1997年9月